# Stockholm-Gletscher
Der Stockholm-Gletscher ist ein rund 110 km langer, schnell fließender Gletscher an der Bakutis-Küste im westantarktischen Marie-Byrd-Land. Er fließt in nördlicher Richtung zum vorgelagerten Getz-Schelfeis. Er gehört zu einem von neun Gletschern in diesem Gebiet, die aufgrund der globalen Erwärmung besonders rasch abschmelzen. Die weiteren acht Gletscher sind der der Genf-Gletscher, der Rio-Gletscher, der Berlin-Gletscher, der Kyoto-Gletscher, der Bali-Gletscher, der Paris-Gletscher, der Incheon-Gletscher und der Glasgow-Gletscher.
Namensgeberin ist seit 2021 Schwedens Hauptstadt Stockholm, wo 2014 der Fünfte Sachstandsbericht des IPCC verabschiedet wurde.